# Reg Lewis
Reginald "Reg" Lewis (7. marts 1920 - 2. april 1997) var en engelsk fodboldspiller (centerforward.
Lewis tilbragte hele sin aktive karriere, fra 1935 til 1953, hos Arsenal F.C. i London. Her var han med til at vinde både det engelske mesterskab og FA Cuppen. Han nåede aldrig at repræsentere det engelske A-landshold, men spillede to kampe for landets B-landshold.

## Titler
Engelsk mesterskab
- 1948 med Arsenal

FA Cup
- 1950 med Arsenal

FA Charity Shield
- 1948 med Arsenal